# Schiavo della tua malia
Schiavo della tua malia (Under Your Spell) è un film del 1936 diretto da Otto Preminger con Lawrence Tibbett, Wendy Barrie e Gregory Ratoff.

## Trama
Un musicista, desideroso di pace, è perseguitato dal suo pressante agente. Decide così di ritirarsi in campagna, in un ranch, per non essere raggiunto da seccatori. Qui però conosce una giovane viziata e petulante che alla fine sposerà.

## Il film
Il film oggi non risulta visibile.